# Krasne, Putîvl
Krasne (în ucraineană Красне) este un sat în comuna Safonivka din raionul Putîvl, regiunea Sumî, Ucraina.

## Demografie
Componența lingvistică a localității Krasne
     Ucraineană (85,25%)
     Rusă (14,75%)
Conform recensământului din 2001, majoritatea populației localității Krasne era vorbitoare de ucraineană (85,25%), existând în minoritate și vorbitori de rusă (14,75%).